# Berberis hobsonii
Berberis hobsonii är en berberisväxtart som beskrevs av Ahrendt. Berberis hobsonii ingår i släktet berberisar, och familjen berberisväxter. Inga underarter finns listade i Catalogue of Life.